# Aialikglaciären

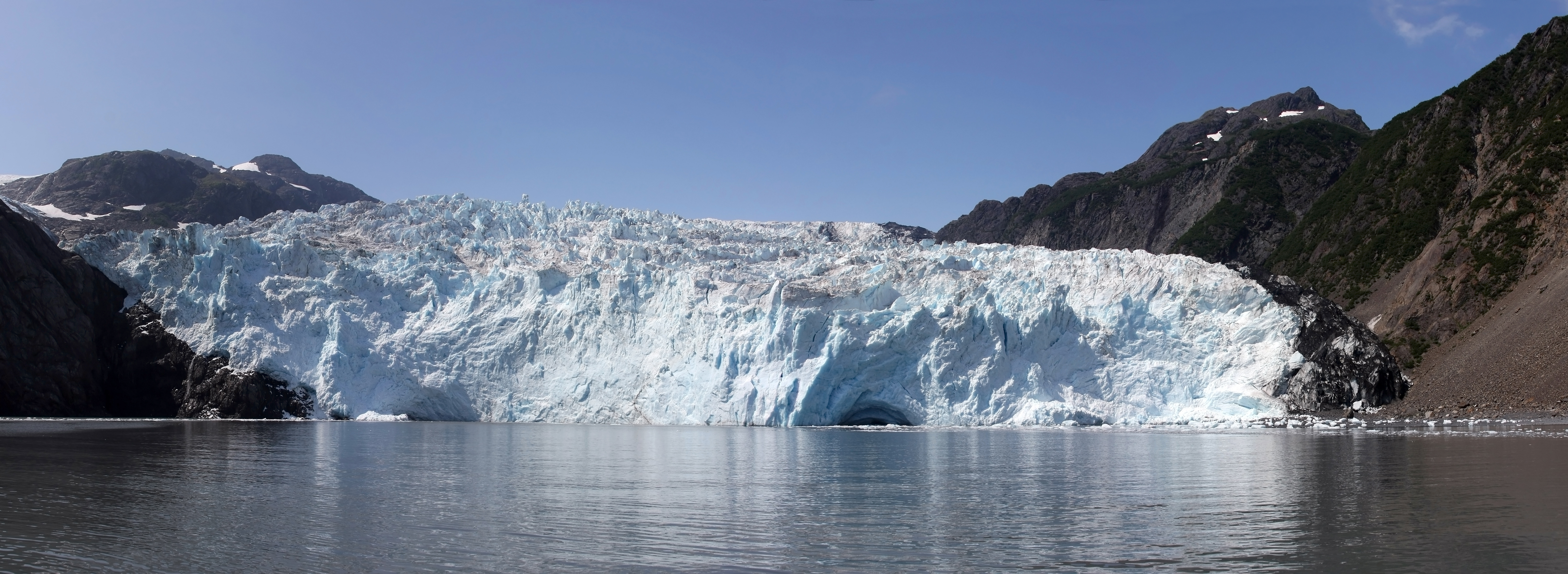
Aialikglaciärens framkant.

Aialikglaciären är en cirka 7 km lång glaciär som tillhör den större Harding Icefield på Kenaihalvön i Alaska.
Glaciären ligger cirka 25 km sydväst om staden Seward i Kenai Fjords nationalpark och mynnar i en vik av Alaskagolfen. I motsats till flera andra glaciärer har den under de senaste hundra åren nästan inte tappad något av sin massa.